# Domatha
Domatha är ett släkte av spindlar. Domatha ingår i familjen krabbspindlar.
Kladogram enligt Catalogue of Life:
| Domatha | \| \| Domatha celeris \| \| \| \| \| \| Domatha vivida \| \| \| \| |
|         | \| \| Domatha celeris \| \| \| \| \| \| Domatha vivida \| \| \| \| |
|         | Domatha celeris                                                    |
|         |                                                                    |
|         | Domatha vivida                                                     |
|         |                                                                    |